# 王家庄街道 (曲靖市)
王家庄街道，是中华人民共和国云南省曲靖市马龙区下辖的一个街道办事处。
2013年10月20日，云南省人民政府批复同意撤销王家庄镇，设立王家庄街道、张安屯街道。

## 行政区划
王家庄街道下辖以下地区：
王家庄社区、格里村、庄郎村、高枧槽村、扯度村、新屯村、吴官田村、上坝村和小龙井村。